# 努拉夫尚
努拉夫尚是乌兹别克斯坦塔什干州的首府，位於該國東部，距離首都塔什干30公里，海拔高度395米，鎮上有棉花處理工廠，2009年人口20,682。

## 城市名称
该市原名托伊泰帕。2017年8月25日，乌兹别克斯坦最高议会参议院全体会议决定将该市的名称改至现名。